# Saperda calcarata
Saperda calcarata là một loài bọ cánh cứng trong họ Cerambycidae.